# MUTE Network
Het MUTE Network (ook MUTE-net) is een niet meer onderhouden peer-to-peer gegevensuitwisselingsnetwerk. Het is ontwikkeld om anoniem gegevens uit te wisselen. De applicatie is open source software en is vrijgegeven in het Publiek domein. MUTE wordt ondersteund door Windows, Mac OS X en Linux.

## Geschiedenis
In 2003 brengt Jason Rohrer de eerste versie uit van MUTE als reactie op de rechtszaken die de RIAA aanspant tegen internetpiraterij. MUTE is ontwikkeld met een mierenkolonieoptimisatiealgoritme.

## Versiegeschiedenis
| Versie | Release datum | Opmerkingen |
| ------ | ------------- | ----------- |
| 0.1    | 18-12-2003    |             |
| 0.2    | 07-01-2004    |             |
| 0.2.1  | 21-01-2004    |             |
| 0.2.2  | 27-01-2004    |             |
| 0.3    | 02-04-2004    |             |
| 0.3t   | 11-10-2004    |             |
| 0.4    | 24-12-2004    |             |
| 0.4.1  | 15-04-2005    |             |
| 0.5    | 06-06-2006    |             |
| 0.5.1  | 23-04-2007    |             |
| 0.5.1b | 27-05-2009    |             |